# Нарцисс Блессіш
Нарцисс Блессіш (нім. Narciss Blessich; 23 липня 1883, Будуа — 2 травня 1914, Пола) — австро-угорський офіцер-підводник, лейтенант лінкора.

## Біографія
В 1901 році вступив на флот. З 18 липня 1913 року — командир підводного човна SM U-1. Застрелився.

## Звання
- Лейтенант фрегата (1 листопада 1907)
- Лейтенант лінкора (1 травня 1912)

## Нагороди
- Ювілейний хрест